# Manuel Callau
Manuel Callau (27 de agosto de 1946) es un actor argentino de cine, televisión y teatro. Es ganador de los Premio ACE, Estrella de mar, Clarín y Martín Fierro, entre otros.

## Carrera
Se formó con Raúl Serrano, con el que fundó la ETBA (Escuela de teatro de Buenos Aires), donde dio clases de nivel 1 y 2. Fue becado por el Seminario Teatral Bonaerense, donde estudió Rítmica, Técnica corporal, Maquillaje, Educación de la Voz, Historia del Teatro e Historia del Arte.
Como maestro de actores también trabajó en España invitado por la Unión de Actores de Madrid, dando el taller "La improvisación como herramienta de conocimiento del actor".

## Actividad profesional

### Cine
- El agujero en la pared (1982)
- Volver (1982)
- El arreglo (1983)
- Darse cuenta (1984)
- Asesinato en el Senado de la Nación (1984)
- Flores robadas en los jardines de Quilmes (1985)
- La noche de los lápices (1986)
- Los amores de Laurita (1986)
- Los dueños del silencio (1987)
- El escudo del cóndor (1987)
- Extrañas salvajes (1988)
- El verano del potro (1991)
- Comix, cuentos de amor, de video y de muerte (1995)
- Despabílate amor (1996)
- Canción desesperada (1997)
- Fuga de cerebros (1997)
- Buenos Aires plateada (2000)
- No quiero volver a casa (2000)
- Nocturno (2001)
- Sueños atómicos (2003)
- Nadar solo (2003)
- Cruz de sal (2003)
- La punta del diablo (2006)
- Terapias alternativas (2007)
- Desbordar (2010)
- Tesis sobre un homicidio (2013)
- Pasaje de vida (2015)
- Subte - Polska (2016)
- Ven a mi casa esta Navidad (2023)

### Televisión
- Yolanda Luján (1984)
- Bárbara Narváez (1985)
- Hombres de ley (1989)
- Amigos son los amigos (1993)
- Detective de señoras (1991)
- Alta Comedia (1991)
- Grande pá! (1991)
- Desde adentro (1992)
- Para toda la vida (1994)
- Nueve lunas (1994)
- Muerte dudosa telefilme (1994)
- Como pan caliente (1996)
- De poeta y de loco (1996)
- 90-60-90 modelos (1996)
- Poliladron (1997)
- Gasoleros (1998-1999)
- Tiempo final (2000)
- Mujeres asesinas (2006)
- Variaciones (2008)
- Lo que el tiempo nos dejó (2010)
- Las 13 esposas de Wilson Fernández (2014)
- La última hora (2016)
- El Tigre Verón (2019)

### Premios
- Premios Tabaré (Uruguay - 1998): Mejor actor extranjero
- Premios Martín Fierro (1998): Mejor actor de reparto
- Premios Clarín (1998): Mejor actor de televisión
- Premios ACE (2001): Mejor actor protagónico
- Premios Estrella de Mar (2001): Mejor actor protagónico
- Premio Podestá a la trayectoria

Nominado
- Premio ACE (2007): Mejor actor protagónico
- Premios Teatros del mundo (2007): Mejor actor protagónico
- Premios María Guerrero (2007): Mejor actor protagónico